# ستيفن لويفانو
ستيفن لويفانو (بالإنجليزية: Steven Luevano)‏ مواليد 3 مارس 1981 في لوس أنجلوس، هو ملاكم محترف مكسيكي يصنف ضمن فئة وزن الريشة بدأ مسيرته الاحترافية سنة 2000. حقق بطولة منظمة الملاكمة العالمية.

## إحصائيات
خاض خلال مسيرته 40 نزالا، فاز في 37 وتعادل في 1 وخسر في 2. فاز بالضربة القاضية في 15 نزالا.

## روابط خارجية
- ستيفن لويفانو على موقع بوكس ريك (الإنجليزية) (registration required)